# Megawati Sukarnoputri
Đây là một tên người Indonedia; nó không có họ. Tên "Sukarnoputri" là tên cha, và nên gọi người đó bằng tên, "Megawati".
Diah Permata Megawati Setiawati Soekarnoputri (sinh ngày 23 tháng 1 năm 1947) là Tổng thống Indonesia từ tháng 1 năm 2001 đến 20 tháng 10 năm 2004. Bà là nữ tổng thống và là nguyên thủ quốc gia đầu tiên của Indonesia sinh sau độc lập. Ngày 20 tháng 9 năm 2004, bà  thất bại trong cuộc bầu cử tổng thống 2004 tại Indonesia. Bà là con gái của tổng thống đầu tiên của Indonesia, Sukarno.
Sukarnoputri có nghĩa "con gái của Sukarno" (tiếng Phạn) và không không phải là họ: người Java không có họ. Bà được mọi người gọi đơn giản là 'Megawati' (hay 'Mega') lấy từ tiếng Phạn meghavatī = "cô ấy là người có một đám mây", có nghĩa là đám mây trời lúc trời mưa vì khi bà được sinh ra thì trời đang mưa, một nhà lãnh đạo Ấn Độ nổi tiếng đã đặt tên cho bà theo đề nghị của Sukarno.
Năm 2004, bà được xếp thứ 8 trong danh sách của Tạp chí Forbes về 100 người phụ nữ quyền lực nhất thế giới.

## Thời niên thiếu
Megawati được sinh ra ở Yogyakarta ngày 23 tháng 1 năm 1947 trong gia đình bố là tổng thống Sukarno, người đã tuyên bố độc lập cho Indonesia khỏi Hà Lan năm 1945 và mẹ là Fatmawati, một trong 9 bà vợ của Sukarno. Megawati là con thứ hai của Sukarno và là con gái đầu của ông. Khi còn nhỏ, Megawati sống trong nhung lụa ở Dinh Merdeka của tổng thống. Bà thường múa cho khách của bố xem và phát triển sở thích làm vườn .
Megawati nhập học Đại học Padjadjaran ở Bandung theo ngành nông nghiệp nhưng đã bỏ giữa chừng năm 1967 để đi theo cha khi ông bị phế khỏi chức tổng thống. Megawati 19 tuổi lúc cha mình bị lật đổ và được kế nhiệm bởi một chính quyền quân sự do Suharto lãnh đạo. Gia đình Sukarno bị chính quyền mới được chính quyền lờ đi với điều kiện không dính vào chính trị.
Năm 1970, cha bà mất, Megawati theo học Đại học Indonesia theo ngành tâm lý học nhưng phải bỏ dở bởi 2 năm sau đó chế độ Soeharto đã can thiệp. Thậm chí cả những người ngưỡng mộ nồng nhiệt nhất Megawati cũng không thể nói rằng Megawati là một người trí thức và bà có ít hiểu biết về thế giới bên ngoài Indonesia. Bà là một tín đồ Hồi giáo ngoan đạo nhưng cũng tin tưởng các tín ngưỡng Java truyền thống và rất tin vào tử vi.
Chồng đầu tiên của Megawati, First Lieutenant Surindo Supjarso, bị mất mạng trong một vụ rơi máy bay ở Irian Jaya vào năm 1970. Năm 1972, bà kết hôn với Hassan Gamal Ahmad Hasan, một nhà ngoại giao Ai Cập. Cuộc hôn phối này đã bị hủy bỏ ngay sau đó. Bà đã kết hôn với Taufik Kiemas vào năm 1973 cho đến khi ông qua đời năm 2013. Họ có ba con, M. Rizki Pramata, M. Pranada Prabowo và Puan Maharani, tất cả hiện đều khoảng 30 tuổi.